# Dedé Vital
Anderson Vital da Silva (Volta Redonda, 1 de julho de 1988), ou simplesmente Dedé do Vasco, é um ex-futebolista brasileiro que atuava como zagueiro. Foi eleito o 63.º Maior Brasileiro de Todos os Tempos.

## Carreira

### Volta Redonda
Destaque na categoria de base do Volta Redonda, Dedé foi promovido para o profissional em 2008. No mesmo ano, em seu primeiro campeonato estadual, jogou 16 jogos e marcou três gols. Após um bom Campeonato Carioca pelo Volta Redonda, onde atuou em 13 partidas e marcou dois gols, em 2009 foi contratado pelo Vasco da Gama junto com Robinho (984,4 mil por Dedé e 600 mil reais por Robinho).

### Vasco da Gama
No Vasco da Gama, ganhou seu primeiro título como profissional: a Série B de 2009, apesar de não ter recebido muitas chances no time principal.
Em 2010, Dedé continuava sem receber chances como titular do Vasco e sua dispensa era dada como certa. Mas, em um jogo contra o Vitória, no jogo de volta válido pelas quartas de final da Copa do Brasil, Dedé foi escalado devido à falta de zagueiros em condição de jogo no grupo e, apesar da eliminação da equipe no torneio, se destacou e teve seu contrato (que acabaria em um mês) renovado até o final do ano. A partir desse jogo, Dedé virou titular absoluto da equipe carioca, sendo ovacionado pela torcida em quase todos os jogos do clube.
Em outubro, Dedé e o Vasco entraram em um acordo pela renovação de seu contrato até o fim de 2014.
Em dezembro, após o término do Campeonato Brasileiro, ganhou o Prêmio Craque do Brasileirão como melhor zagueiro pela direita.

#### 2011
Em 2011, após mais excelentes atuações, conquistou o prêmio de melhor zagueiro pela direita do Campeonato Carioca. Repetindo as boas atuações, escreveu seu nome na história do Vasco da Gama com a conquista da Copa do Brasil do mesmo ano, sendo um dos jogadores mais importantes da campanha vitoriosa da equipe e se tornando, de vez, ídolo do clube.
No dia 9 de novembro, Dedé marcou dois gols e deu uma assistência na sua partida de número 100 pelo Vasco, vitória por 5 a 2 contra a equipe peruana do Universitario, pela quartas da Copa Sul-Americana.
2012
Em 2012, Dedé sofreu com um edema na fíbula da perna esquerda, que o afastou da campanha do Vasco da Gama na Libertadores, inclusive do duelo contra o Corinthians, eventual campeão da competição. O ano também marcou a estreia do zagueiro pela Seleção Brasileira.
2012 também marca uma conquista "incomum" para um jogador de futebol. O craque foi eleito o 63° maior brasileiro de todos os tempos em lista realizada pelo SBT, à frente de personalidades como Maria da Penha, Jô Soares, Romário, Ronaldinho Gaúcho e Carlos Chagas.

### Cruzeiro

#### 2013
Foi anunciado oficialmente no Cruzeiro no dia 17 de abril de 2013, numa negociação que girou em torno de 14 milhões de reais, consolidando-se na época como a transferência mais cara da história do clube mineiro. Assinou por quatro temporadas e marcou seu primeiro gol pelo Cruzeiro logo em sua segunda partida, no empate por 2 a 2 com o Atlético Paranaense pelo Campeonato Brasileiro.
Foi campeão brasileiro pelo Cruzeiro em 2013, ajudando o clube a fazer uma das melhores campanhas na era dos pontos corridos do Brasileirão.

#### 2014
Nesse ano foi bicampeão do Campeonato Brasileiro com o Cruzeiro e conquistou também o Campeonato Mineiro. No entanto, sofreu uma lesão no joelho direito no dia 6 de novembro, contra o Santos, e retornou aos gramados somente em 2016.

#### 2016
Teve um bom retorno após se recuperar da lesão, mas voltou a sentir o joelho direito que foi operado, tendo que passar novamente por uma cirurgia no mesmo joelho.

#### 2017
Após 387 dias desde sua última partida oficial, quando sentiu novamente a lesão sofrida em 2014, Dedé retornou aos gramados no dia 21 de março, no empate por 0 a 0 contra o Joinville, em partida válida pela Primeira Liga.
Dedé voltou a marcar numa partida oficial no dia 9 de abril, marcando o primeiro gol da vitória por 2 a 0 sobre o Democrata, em partida válida pelo Campeonato Mineiro.
Porém, em junho do mesmo ano, Dedé voltou a sentir o joelho esquerdo, tendo edema ósseo, com recuperação de até seis semanas. Em agosto, não conseguiu se recuperar do edema ósseo e foi afastado por tempo indeterminado dos treinos. Com mais uma lesão, Dedé passou por artroscopia no joelho esquerdo, e foi submetido a mais um procedimento cirúrgico na carreira.

#### 2018
Em 2018, Dedé se recuperou da lesão do joelho esquerdo e voltou a jogar em alto nível pelo Cruzeiro, chegando a ficar na pré-lista da Seleção Brasileira para a Copa do Mundo de 2018, mas não foi para a mesma. Foi convocado para os jogos pós-copa, contra Estados Unidos e El Salvador, atuando em ambos.

#### 2019
Em 2019, sentiu dores no joelho mais uma vez, em uma partida contra o Corinthians, no dia 19 de outubro de 2019, pelo Campeonato Brasileiro. O jogador precisou passar por um procedimento cirúrgico.

#### 2020
Em 2020, Dedé passou de um ano no departamento médico e se aproximou de 1.500 dias sem entrar em campo.

#### 2021
Acionou o Cruzeiro na justiça no dia 4 de janeiro de 2021, declarando "falta grave do empregador" e requerendo o reconhecimento do fim do vínculo com o clube, com a declaração de rescisão indireta. O pedido, porém, foi negado pela justiça. Porém, no dia 22 de fevereiro, conseguiu sua rescisão com o clube mineiro e passou a ficar livre no mercado.

### Ponte Preta
Em 31 de dezembro de 2021, foi anunciado como reforço da Ponte Preta para a temporada 2022. Pelo time de Campinas entrou em campo apenas em duas partidas. A equipe fez um Campeonato Paulista decepcionante, culminando no rebaixamento. Em 30 de março de 2022, se despediu do clube paulista.

### Athletico Paranaense
No dia 31 março de 2022, assinou contrato com o Athlético Paranaense. Em 8 de agosto de 2022, o jogador e clube rescindiram contrato em comum acordo.

## Estatísticas
Atualizadas até 11 de maio de 2022.

### Clubes
| Clube                | Temporada         | Campeonato nacional | Campeonato nacional | Copa nacional | Copa nacional | Competições continentais¹ | Competições continentais¹ | Outros torneios² | Outros torneios² | Total | Total |
| Clube                | Temporada         | Jogos               | Gols                | Jogos         | Gols          | Jogos                     | Gols                      | Jogos            | Gols             | Jogos | Gols  |
| -------------------- | ----------------- | ------------------- | ------------------- | ------------- | ------------- | ------------------------- | ------------------------- | ---------------- | ---------------- | ----- | ----- |
| Volta Redonda        | 2008              | —                   | —                   | 2             | 0             | —                         | —                         | 15               | 2                | 17    | 2     |
| Volta Redonda        | 2009              | —                   | —                   | —             | —             | —                         | —                         | 13               | 2                | 13    | 2     |
| Volta Redonda        | Total             | —                   | —                   | 2             | 0             | —                         | —                         | 28               | 4                | 30    | 4     |
| Vasco da Gama        | 2009              | 5                   | 0                   | —             | —             | —                         | —                         | —                | —                | 5     | 0     |
| Vasco da Gama        | 2010              | 36                  | 1                   | 2             | 0             | —                         | —                         | 3                | 1                | 41    | 2     |
| Vasco da Gama        | 2011              | 30                  | 6                   | 11            | 1             | 4                         | 2                         | 16               | 3                | 61    | 12    |
| Vasco da Gama        | 2012              | 23                  | 0                   | —             | —             | 5                         | 1                         | 10               | 0                | 38    | 1     |
| Vasco da Gama        | 2013              | —                   | —                   | —             | —             | —                         | —                         | 15               | 4                | 15    | 4     |
| Vasco da Gama        | Total             | 94                  | 7                   | 13            | 1             | 9                         | 3                         | 44               | 8                | 160   | 19    |
| Cruzeiro             | 2013              | 31                  | 2                   | 4             | 1             | —                         | —                         | —                | —                | 35    | 3     |
| Cruzeiro             | 2014              | 21                  | 2                   | 4             | 1             | 10                        | 1                         | 11               | 1                | 46    | 5     |
| Cruzeiro             | 2015              | —                   | —                   | —             | —             | —                         | —                         | —                | —                | —     | —     |
| Cruzeiro             | 2016              | 0                   | 0                   | 0             | 0             | 0                         | 0                         | 5                | 0                | 5     | 0     |
| Cruzeiro             | 2017              | 0                   | 0                   | 0             | 0             | 0                         | 0                         | 2                | 1                | 2     | 1     |
| Cruzeiro             | 2018              | 21                  | 3                   | 8             | 0             | 7                         | 0                         | 8                | 0                | 44    | 3     |
| Cruzeiro             | 2019              | 15                  | 3                   | 6             | 0             | 5                         | 0                         | 13               | 0                | 42    | 3     |
| Cruzeiro             | 2020              | —                   | —                   | —             | —             | —                         | —                         | —                | —                | —     | —     |
| Cruzeiro             | 2021              | —                   | —                   | —             | —             | —                         | —                         | —                | —                | —     | —     |
| Cruzeiro             | Total             | 90                  | 10                  | 22            | 2             | 22                        | 1                         | 36               | 2                | 173   | 15    |
| Ponte Preta          | 2022              | —                   | —                   | —             | —             | —                         | —                         | 2                | 0                | 2     | 0     |
| Ponte Preta          | Total             | —                   | —                   | —             | —             | —                         | —                         | 2                | 0                | 2     | 0     |
| Athletico Paranaense | 2022              | —                   | —                   | 1             | 0             | —                         | —                         | —                | —                | 1     | 0     |
| Athletico Paranaense | Total             | —                   | —                   | 1             | 0             | —                         | —                         | —                | —                | 1     | 0     |
| Total na Carreira    | Total na Carreira | 185                 | 17                  | 38            | 3             | 31                        | 4                         | 110              | 14               | 366   | 38    |

¹ Em competições continentais, incluindo jogos e gols da Copa Libertadores da América e Copa Sul-Americana.
² Em outros, incluindo jogos e gols pelo Campeonatos Estaduais, Copa Rio, Copa da Hora, Primeira Liga do Brasil e amistosos.

### Seleção Brasileira
| Brasil | Brasil | Brasil |
| Ano    | Jogos  | Gols   |
| ------ | ------ | ------ |
| 2011   | 2      | 1      |
| 2012   | 4      | 0      |
| 2013   | 3      | 1      |
| 2018   | 2      | 0      |
| Total  | 11     | 1      |

| Nº | Data                   | Competição                 | Local                         |        | Placar | Adversário     | Gols |
| -- | ---------------------- | -------------------------- | ----------------------------- | ------ | ------ | -------------- | ---- |
| 01 | 14 de setembro de 2011 | Superclássico das Américas | Córdoba (ARG)                 | Brasil | 0 — 0  | Argentina      | —    |
| 02 | 28 de setembro de 2011 | Superclássico das Américas | Belém (BRA)                   | Brasil | 2 — 0  | Argentina      | —    |
| 03 | 15 de agosto de 2012   | Amistoso                   | Estocolmo (SUE)               | Brasil | 3 — 0  | Suécia         | —    |
| 04 | 7 de setembro de 2012  | Amistoso                   | São Paulo (BRA)               | Brasil | 1 — 0  | África do Sul  | —    |
| 05 | 10 de setembro de 2012 | Amistoso                   | Recife (BRA)                  | Brasil | 8 — 0  | China          | —    |
| 06 | 19 de setembro de 2012 | Superclássico das Américas | Goiânia (BRA)                 | Brasil | 2 — 1  | Argentina      | —    |
| 07 | 6 de abril de 2013     | Amistoso                   | Santa Cruz de la Sierra (BOL) | Brasil | 4 — 0  | Bolívia        | —    |
| 08 | 24 de abril de 2013    | Amistoso                   | Belo Horizonte (BRA)          | Brasil | 2 — 2  | Chile          | —    |
| 09 | 15 de outubro de 2013  | Amistoso                   | Pequim (CHN)                  | Brasil | 2 — 0  | Zâmbia         | 1    |
| 10 | 7 de setembro de 2018  | Amistoso                   | Nova Jérsia (EUA)             | Brasil | 2 — 0  | Estados Unidos | —    |
| 11 | 11 de setembro de 2018 | Amistoso                   | Landover (EUA)                | Brasil | 5 — 0  | El Salvador    | —    |

## Títulos
Vasco da Gama
- Copa do Brasil: 2011
- Campeonato Brasileiro Série B: 2009
- Copa da Hora: 2010

Cruzeiro
- Campeonato Brasileiro: 2013[27] e 2014
- Campeonato Mineiro: 2014, 2018 e 2019
- Copa do Brasil: 2017 e 2018

Seleção Brasileira
- Superclássico das Américas: 2011 e 2012

### Prêmios individuais
- Troféu Armando Nogueira: Melhor zagueiro do Campeonato Brasileiro de 2010
- Prêmio Craque do Brasileirão 2010: Melhor zagueiro do Campeonato Brasileiro pelo lado direito
- Prêmio Campeonato Carioca 2011: Melhor zagueiro do Campeonato Carioca pelo lado direito
- Troféu Armando Nogueira: Melhor zagueiro do Campeonato Brasileiro de 2011
- Prêmio Craque do Brasileirão 2011: Melhor zagueiro do Campeonato Brasileiro pelo lado direito
- Prêmio Craque da Galera 2011: Melhor jogador do Campeonato Brasileiro de 2011 (eleito pelos internautas)
- Jogador do ano: Melhor jogador do Vasco na temporada 2011
- Troféu Mesa Redonda: Melhor zagueiro do Campeonato Brasileiro de 2011[28]
- 63.º Maior Brasileiro de Todos os Tempos
- Prêmio Craque da Galera 2012: Melhor jogador do Campeonato Carioca de 2012 (eleito pelos internautas)
- Prêmio Campeonato Carioca 2012: Melhor zagueiro do Campeonato Carioca pelo lado direito
- Prêmio Craque do Brasileirão 2013: Melhor zagueiro do Campeonato Brasileiro pelo lado direito
- Troféu Armando Nogueira: Seleção do Campeonato Brasileiro de 2013
- Bola de Prata: 2011 e 2013
- Troféu Osmar Santos: 2013 (coletivo)
- Troféu Guará – Equipe do Ano: 2018[29]
- Troféu Globo Minas para o Melhor Zagueiro do Campeonato Mineiro: 2019